# Corinth Township (Iowa)
Corinth Township est un township, du comté de Humboldt en Iowa, aux États-Unis,.
Le comté est fondé en 1879.

## Source de la traduction
- (en) Cet article est partiellement ou en totalité issu de l’article de Wikipédia en anglais intitulé « Corinth Township, Humboldt County, Iowa » (voir la liste des auteurs).